# Félix Robert
Pour les articles homonymes, voir Robert.
 (mai 2024).
Si vous disposez d'ouvrages ou d'articles de référence ou si vous connaissez des sites web de qualité traitant du thème abordé ici, merci de compléter l'article en donnant les références utiles à sa vérifiabilité et en les liant à la section « Notes et références ».
Pierre Cazenabe, dit Félix Robert (du nom de son beau-frère), né le 4 avril 1862 à Meilhan (France, département des Landes) et mort le 19 janvier 1916 à Marseille (France, département des Bouches-du-Rhône), est le premier matador français à avoir réalisé une vraie carrière.

## Biographie
Pierre Cazenabe naît le 4 avril 1862 à Meilhan, près de Tartas, dans les Landes.
Il fait ses débuts dans la course landaise jusqu'en 1891, année où il s'oriente vers la course hispano-landaise. Après une tournée aux États-Unis, il s'inscrit dans une école de tauromachie de Séville qui lui délivre un « diplôme de matador français ».
Il prend l'alternative le 18 novembre 1894 à Valence (Espagne), face à des toros de la ganadería Conradi. Il semble être le premier matador français à avoir ainsi pris une alternative espagnole. Il est également le premier français à confirmer son alternative à Madrid, en 1895. À cette occasion, orthodoxie oblige, il est obligé de couper ses célèbres moustaches.
La même année 1894, face à l'interdiction préfectorale relative à la loi Grammont, la ville de Dax maintient sa corrida. Les forces de l'ordre interviennent et le désordre s'installe. En intervenant sur la piste, le toro se fait un devoir de déloger le clairvoyant commissaire de police. Effrayé, l'intrus, le « diable » aux fesses, laisse échapper le toro. Semant l'effroi et la terreur, le toro, traversant le parc, poursuit son chemin en direction de la fontaine et Félix Robert réussit à le rattraper et à le tuer dans une rue dont le nom (rue du Toro) commémore l'incident.
En 1895 à Barcelone, le taureau navarrais de la ganadería de Ripamilan, entre en piste et... saute dans les gradins, mais fort heureusement ne blesse personne. Alors qu’il est immobilisé par la cuadrilla, la garde civile l'abat tout en tuant un employé des arènes.
Félix Robert torée en France, en Espagne, et même au Mexique à partir de 1897. Dans ce dernier pays, il épouse Trinidad Ochoa, fille d'un banquier et parlementaire, organise près de la frontière des parodies de corrida pour la clientèle yanki, fait combattre des toros contre des ours et amasse un pactole. La révolution zapatiste le chasse du Mexique. Il dirige alors un cirque de cent chevaux, aux États-Unis, dans l’Utah. Il possède aussi une écurie de courses de chevaux, et Dale Pierce le cite comme une des soixante personnalités de l'Ouest américain, aux côtés de Billy the Kid, Butch Cassidy, Geronimo et Kit Carson.
Il revient en France et s'établit à Marseille en 1913 où il épouse Anne Marie Rebuffel. Il tentera en vain de doter la ville d'arènes. Il y meurt le 19 janvier 1916 et est enterré au cimetière Saint-Pierre.

## Carrière
- Alternative : Valence (Espagne) le 18 novembre 1894. Parrain, Fernando Gómez « El Gallo ». Taureaux de la ganadería de Conradi.
- Confirmation d’alternative à Madrid : 2 mai 1899. Parrain, Enrique Vargas « Minuto » ; témoin, Francisco Bonar « Bonarillo ». Taureaux de la ganadería de Pérez de la Concha.